# Pedrera (kommunhuvudort)
Pedrera är en kommunhuvudort i Spanien.   Den ligger i provinsen Provincia de Sevilla och regionen Andalusien, i den södra delen av landet, 400 km söder om huvudstaden Madrid. Pedrera ligger 459 meter över havet och antalet invånare är 5 049.
Terrängen runt Pedrera är kuperad åt nordost, men åt sydväst är den platt. Terrängen runt Pedrera sluttar västerut. Runt Pedrera är det ganska glesbefolkat, med 39 invånare per kvadratkilometer. Närmaste större samhälle är Osuna, 18,5 km väster om Pedrera. Trakten runt Pedrera består till största delen av jordbruksmark.